# Soad Hosny
Soad Hosny ( em árabe: سعاد حسني, 26 de janeiro de 1943 - 21 de junho de 2001) foi uma atriz egípcia nascida no Cairo. Ela era conhecida como a " Cinderela do cinema egípcio " e uma das atrizes mais influentes do Oriente Médio e do mundo árabe. Ela ascendeu ao estrelato no final da década de 1950, atuando em mais de 83 filmes entre 1959 e 1991 com crédito de 9 filmes nos 100 maiores filmes da história do Cinema Egípcio. A maioria de seus filmes foi filmada nas décadas de 1960 e 1970. Sua última aparição na tela foi no filme de 1991, The Shepherd and the Women, dirigido por seu ex-marido, Ali Badrakhan.

## Início de vida
Soad Muhammad Kamal Hosny nasceu no distrito de Bulaq, no Cairo, Egito, filho de Mohammad Hosni, um notável calígrafo islâmico, e sua segunda esposa, uma egípcia, Gawhara Mohamed Hassan.
Seu pai era descendente de curdos, nascido em Damasco, depois na Síria otomana, que emigrou para o Egito aos 19 anos. Seus pais se divorciaram e sua mãe se casou novamente, com um egípcio, Abdul Monem Hafeez, com quem teve mais seis filhos, dando assim a Soad e suas duas irmãs nada menos que 14 meio-irmãos.
Após a separação e divórcio de seus pais, quando Soad tinha cerca de quatro anos, seu pai retornou a Damasco, levando seus filhos com ele. A família permaneceu em Damasco por vários anos antes de finalmente retornar ao Cairo. Após o retorno de sua família ao Egito, seu pai comprou uma casa no distrito de Khan el Khalili, no Cairo.
A casa de seu pai era conhecida como "a casa dos artistas" porque os principais artistas de todo o mundo árabe visitavam regularmente a casa de Hosni no Cairo para aulas e interação social com o mestre calígrafo. Seu pai, cuja produção artística incluía a produção de quadros para filmes mudos e capas de livros, era bastante conhecido na comunidade artística. Vários de seus filhos se tornaram artistas performáticos. A meia-irmã de Soad, Najat, era atriz e cantora. Seu meio-irmão, Ezz Eddin Hosni (1927–2013), era compositor de música e ensinou música e canto de Soad e Najat. Outro irmão, Sami Hosni tornou-se violoncelista, designer de joias e também calígrafo. enquanto outro irmão, Farooq, era pintor e sua filha Samira também era atriz.

## Carreira

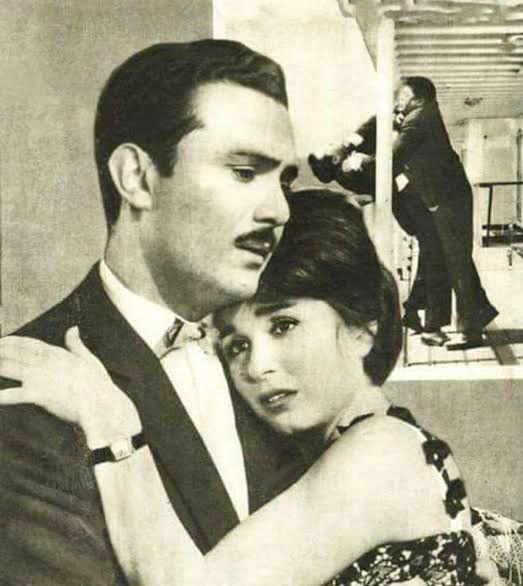
Soad Hosny com Salah Zulfikar em Nomeação na Torre (1962)

Aos três anos de idade, ela começou sua carreira quando cantou no popular programa de TV infantil egípcio, Papa Sharo, um programa popular apresentado pelo proeminente apresentador de programas infantis Mohamed Shaaban. Seu trabalho incluiu uma ampla gama de gêneros – desde comédias leves e romances até sátira política. Sua estreia no cinema foi em Hassan e Nayima (1959). Ela é creditada por atuar em filmes com as estrelas do cinema egípcio mais notáveis, como Omar Sharif, Salah Zulfikar e Rushdy Abaza. Seu papel mais conhecido foi o de uma estudante universitária que se apaixonou por seu professor no filme Watch Out for ZouZou de Hassan El Imam (1972).
Outros créditos cinematográficos importantes incluem seus papéis em Dinheiro e Mulheres (1960), de Hassan Al-Imam, ao lado de Salah Zulfikar, com quem ela estrelou ao lado também no sucesso comercial; Nomeação na Torre (1962) de Ezz El-Dine Zulficar. No ano de 1964, ela estrelou ao lado de Nadia Lutfi em Só para Homens, de Mahmoud Zulfikar, o filme foi um sucesso de bilheteria onde ela interpretou o papel de uma garota disfarçada com aparência de homem para ter a oportunidade de trabalhar em um projeto de gás. Hosny estrelou Too Young for Love (1966) ao lado de Rushdy Abaza.
Em 1970, ela estrelou ao lado de Salah Zulfikar e Rushdy Abaza no filme político; Pôr do sol e nascer do sol (1970) de Kamal El Sheikh. Ela trabalhou em dois filmes com Youssef Chahine durante sua carreira começando com The Choice (1970), e pela quarta vez emparelhando com Salah Zulfikar em Those People of the Nile (1972). Em 1974, ela estrelou em Quem Devemos Atirar?, de Kamal El Sheikh ? (1974) ao lado de Mahmoud Yassin. Seu próximo papel foi uma estudante e ativista política, que foi torturada em Karnak (1975), o filme foi baseado no romance de Naguib Mahfouz. No filme Shafika and Metwali (1979) com Ahmed Zaki e People on the Top (1981) com Nour El-Sherif, ela transforma os números musicais em sátiras mordazes que dão voz aos oprimidos. Para este e seus outros papéis contundentes e politicamente relevantes, ela era vista como parte da intelligentsia.

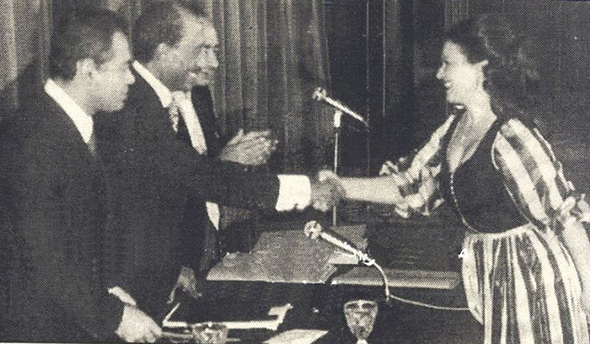
Soad Hosny apertando a mão do presidente Anwar Sadat, c. 1979

Durante sua vida, ela era conhecida como a "Cinderela da tela". Ela estrelou filmes de todos os importantes diretores egípcios durante os anos 60 e 70 e interpretou mulheres em tramas complexas. Em sua carreira posterior, ela interpretou mulheres que foram abusadas ou vitimizadas. Devido a doença, ela se aposentou da atuação em 1991. A última aparição de Hosny na tela foi em O Pastor e as Mulheres.

## Vida pessoal

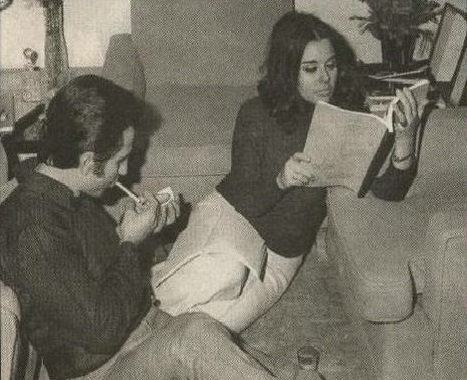
Soad Hosny com Ali Badrakhan

Soad Hosny foi casado quatro vezes. Por volta de 1968, ela se casou com o diretor de fotografia Salah Kurayyem; o casamento durou cerca de um ano. Em 1970, Hosny casou-se com o cineasta egípcio Ali Badrakhan ; este casamento durou cerca de onze anos. Ela foi então casada com Zaki Fatin Abdel Wahab, filho de Fateen Abdel Wahab e Leila Mourad em 1981. Este casamento durou apenas cinco meses.  Rumores persistentes afirmam que seu primeiro casamento foi com o ator e cantor, Abdel Halim Hafez (1929-1977), popularmente conhecido como "al Andaleeb al Asmar" [o rouxinol bronzeado], com quem se acredita ter se casado em segredo. No entanto, sua família negou a veracidade de tais rumores.
Ela estava romanticamente ligada a várias celebridades, incluindo a estrela de cinema egípcia, Abdel Halim Hafez. Apesar de nunca usar um vestido de noiva em todos os seus casamentos, Hosni usou o vestido de noiva muitas vezes na tela através de seus filmes, e seu primeiro marido no cinema foi a estrela de cinema egípcia Salah Zulfikar em Dinheiro e Mulheres de 1960. O boato de seu casamento com Abdel Halim Hafez não foi o primeiro em sua vida. No final de 1962, um forte boato se espalhou na imprensa egípcia sobre seu casamento com Salah Zulfikar, que é um dos artistas masculinos mais emblemáticos de seu país de todos os tempos e era popularmente conhecido como "Fares al Ahlem" [o Cavaleiro dos sonhos], durante as filmagens. com Zulfikar em Encontro na Torre. As filmagens das cenas do filme começaram na Torre do Cairo, e a equipe continuou por duas semanas a bordo do navio Aida no Mediterrâneo, e após o término das filmagens, o boato de seu casamento com Salah Zulfikar se espalhou nos jornais e revistas da época. Zulfikar não esqueceu a natureza de seu trabalho anterior como policial e começou com seu senso de segurança para investigar a fonte do boato, para ter certeza de que o trabalhador de iluminação da equipe de filmagem era o dono do boato depois que um beijo foi filmado entre Zulfikar e Soad Hosny, onde o beijo durou três minutos, até que Zulfikar percebeu que eles demoravam muito e disse ao diretor de fotografia, "Pare", e assim o trabalhador construiu esse boato por causa do tiro, mas esse boato foi negado e mais tarde, as duas estrelas de cinema participaram de mais de um filme juntos. Seu quarto e último casamento foi com o roteirista Maher Awad.

## Morte

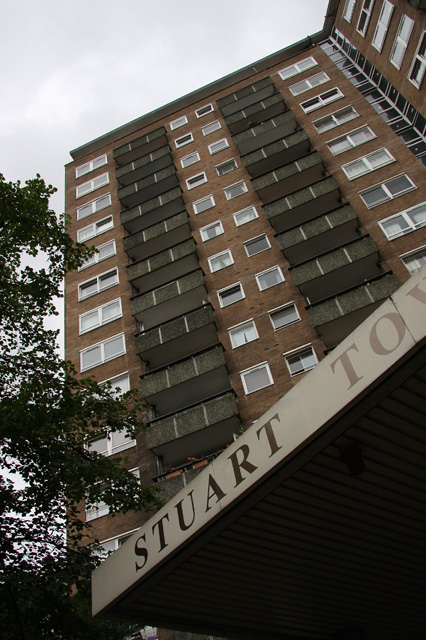
Torre Stuart em Westminster, Inglaterra

Em 21 de junho de 2001, Soad Hosny morreu depois de cair da varanda do apartamento de sua amiga Nadia Yousri no prédio Stuart Tower, em Londres. Sua morte foi cercada por controvérsias, com as autoridades inicialmente falhando em fornecer detalhes de como ela caiu; uma omissão que alimentou a especulação da mídia e rumores de que sua morte pode ter sido um suicídio ou assassinato, em vez de acidental. O corpo de Soad foi levado de avião para o Cairo e seu funeral lá foi assistido por mais de 10.000 pessoas. Ela foi enterrada no terreno de uma família nos arredores do Cairo. Ela não teve filhos e deixou seu último marido, o escritor Maher Awad, com quem se casou em 1987.

## Legado
Em 2013, a cineasta libanesa Rania Stephan usou trechos dos filmes de Hosny para recontar a história de Hosny e a história do cinema egípcio em Os Três Desaparecimentos de Soad Hosny. Foi apresentado na Semana de Arte de Berlim. Os Três Desaparecimentos é um importante arquivo que, seguindo a cronologia da carreira de Hosni, documenta simultaneamente os figurinos, cenários e estilos utilizados entre os anos 1950 e 1990, período que marcou o auge e o declínio do cinema egípcio.
Uma das canções de Hosny, "I'm going down to the Square" tornou-se um "hino" popular durante a Primavera Árabe de 2011.

## Filmografia
Ela apareceu em mais de 80 filmes.